# Sea Dragon (игра)
Sea Dragon — компьютерная игра, первоначально разработанная Wayne Westmoreland и Terry Gilman, и выпущенная в 1982 году для домашнего компьютера TRS-80 компанией Adventure International. Затем игра была портирована на Apple II, Atari 400/800 и TRS-80 Color Computer.
Игрок управляет подводной лодкой, которая может стрелять торпедами как вперед так и вверх. Нужно уклоняться, огибая подводные мины, и время от времени всплывать для пополнения запаса воздуха. После прохождения ряда подводных тоннелей, игрок достигает цели — подводного реактора, который требуется уничтожить.
Игра частично основана на геймплее игрового автомата Scramble, но завершение игры заимствовано от автомата Phoenix.

## Портированные версии и ремейки
- Atari 8-bit — 1982, Russ Wetmore, Star Systems Software[2]
- Apple II — 1982, John Anderson
- Tandy Color Computer — 1983, Jim Hurd, Coniah Software
- PC/DOS — 1983, Hervé Thouzard
- PC, цветная версия — Dan Rollins
- Commodore 64 — 1984, David H. Simmons
- ZX Spectrum — 2010, Андрей Жиглов[3]

Версия для Apple II примечательна тем, что в ходе показа титульного экрана проигрывался оцифрованный голос, произносящий название игры. Когда пользователь начинает игру, голос произносит «Attention Captain. Your ship’s computer is now ready. Please wait while I initialize the systems» («Внимание, капитан. Компьютер вашего корабля готов к работе. Пожалуйста, подождите пока я подготовлю все системы.») и в ходе игры предупреждает: «Air level critical!» («Критический уровень воздуха!») и «Approaching maximum damage!» («Получено множество повреждений!»). Оцифрованная речь была новшеством, динамик Apple II обычно использовался лишь для несложных звуков. Другие порты Sea Dragon не имели такой возможности, кроме версии для TRS CoCo: для титульного экрана голос произносил «Welcome aboard, Captain!» («Добро пожаловать на борт, капитан!»).